# Санборн (Айова)
Санборн (англ. Sanborn) — місто (англ. city) в США, в окрузі О'Браєн штату Айова. Населення — 1392 особи (2020).

## Географія
Санборн розташований за координатами 43°10′53″ пн. ш. 95°39′19″ зх. д. / 43.18139° пн. ш. 95.65528° зх. д. (43.181370, -95.655257).  За даними Бюро перепису населення США в 2010 році місто мало площу 4,91 км², уся площа — суходіл.

## Демографія
Згідно з переписом 2010 року, у місті мешкали 1404 особи в 574 домогосподарствах у складі 356 родин. Густота населення становила 286 осіб/км².  Було 614 помешкання (125/км²).
Расовий склад населення:
| - 97,6 % — білих - 0,5 % — чорних або афроамериканців - 0,1 % — корінних американців - 0,1 % — азіатів - 1,5 % — осіб інших рас |

До двох чи більше рас належало 0,1 %. Частка іспаномовних становила 2,3 % від усіх жителів.
За віковим діапазоном населення розподілялося таким чином: 24,4 % — особи молодші 18 років, 49,5 % — особи у віці 18—64 років, 26,1 % — особи у віці 65 років та старші. Медіана віку мешканця становила 44,2 року. На 100 осіб жіночої статі у місті припадало 90,5 чоловіків;  на 100 жінок у віці від 18 років та старших — 83,4 чоловіків також старших 18 років.
Середній дохід на одне домашнє господарство  становив 62 359 доларів США (медіана — 48 419), а середній дохід на одну сім'ю — 79 991 долар (медіана — 60 938). Медіана доходів становила 47 773 долари для чоловіків та 30 833 долари для жінок. За межею бідності перебувало 5,6 % осіб, у тому числі 8,0 % дітей у віці до 18 років та 5,3 % осіб у віці 65 років та старших.
Цивільне працевлаштоване населення становило 583 особи. Основні галузі зайнятості: освіта, охорона здоров'я та соціальна допомога — 20,4 %, виробництво — 17,2 %, транспорт — 7,9 %, фінанси, страхування та нерухомість — 7,7 %.